# Fawcett Comics
Fawcett Comics, amerikanskt serieförlag vars seriefigurer sedermera köptes upp av DC Comics efter konkursen. Den mest kända figuren i Fawcett-stallet var tveklöst Captain Marvel.

## Fawcetts figurer
De seriefigurer som ursprungligen kom från Fawcett inkluderar:
- Captain Marvel
- Mary Marvel
- Captain Marvel Jr.
- Shazam
- Black Adam
- Sivana
- Mister Mind
- Spy-Smasher
- Minute-Man
- Bullet-Man
- Ibis
- Mister Scarlet
- Commando Yank
- Golden Arrow
- Lance O'Casey
- Hoppy the Marvel Bunny

Merparten av dessa ägs idag av DC Comics.